# 2016年ロシア国防省Tu-154墜落事故
2016年ロシア国防省Tu-154墜落事故（2016ねんロシアこくぼうしょうTu-154ついらくじこ）は、2016年12月25日にロシアのソチ国際空港を離陸しシリアのフメイミム空軍基地へ向かったロシア国防省のTu-154が黒海に墜落した事故である。
同機には乗客84人と乗員8人が搭乗していた。
残骸が黒海沿岸から約1.5km沖の水深50-70mの場所で発見された。

## 当日の事故機
- 使用機材：Tu-154B-2[5]
  - 製造番号：83A-572
  - 機体記号：RA-85572

1983年に初飛行して以来、墜落するまでの飛行時間は約7000時間であった。。

## 事故の経過

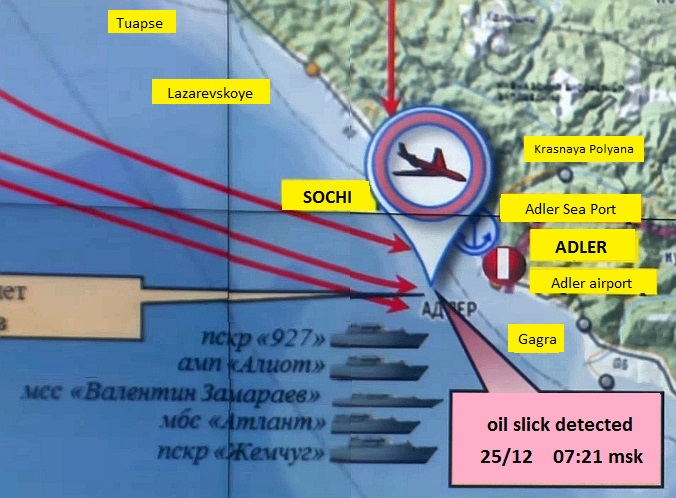
ロシアの国防省の事故サイトが公開する図

現地時間5:27(2:27 UTC)にTu-154がソチを離陸。ソチには燃料補給のために立ち寄っていた。離陸からわずか2分後に海岸から1.5km(0.9マイル)離れた黒海に墜落。残骸は水深50m-70m(160-230ft)のところで発見。乗員乗客92名全員が死亡した。

## 乗客乗員
搭乗者92人のうち、64人はロシア軍所属の楽団アレクサンドロフ・アンサンブルのメンバーであり、指揮者のヴァレリー・ハリロフも含まれていた。アレクサンドロフ・アンサンブルはシリア・ラタキア付近にあるロシア軍のフメイミム空軍基地で新年コンサートを行う予定であった。
また、ロシア人の人道支援者エリザベータ・グリンカや、ロシア国防省文化管理課のアントン・グバンコフ課長、兵士8人、ジャーナリスト9人（チャンネル1、NTV、ズヴェズダから3人ずつ）、文官2人も搭乗していた。

## 調査
墜落後、直ちにロシア連邦捜査委員会が原因究明のため刑事訴訟を提起した。
12月27日までにコックピットボイスレコーダーとフライトデータレコーダーが回収され、分析のためモスクワに送られた。12月28日までには18体の遺体が海から引き上げられ、12月29日には他の2台のレコーダーのデータをバックアップしている3台目のレコーダーが見つかった。テープは変形していたものの、部分的に解析ができる可能性があった。
あるロシアの関係者は機械的または人的ミスの可能性に焦点を当てつつ、事故原因としてテロの可能性を軽視していた。墜落後、ロシアのTu-154は全て飛行停止 (en) となった。
墜落前にソチの沿岸部沿いの監視カメラに明るい閃光が映っていた。目撃者は機体が上昇中にトラブルが発生したように見え、その後180°に旋回しながら海に墜落したと証言している。
12月27日、ロシアの調査官が航空機のフラップが墜落の原因になったと考えていることがインタファクス通信の発表で明らかになった。またLife.ruニュースによるとパイロットの最後の言葉は「Commander, we are going down.(管制塔、墜落する。)」であると言われていたが、公式の情報ではなかった。
12月29日、ロシアの飛行安全サービスはコックピットボイスレコーダーを解析した結果、飛行中に爆発は起こっていなかったと発表した。
1月16日、航空事故調査の民間機関である国家間航空委員会が調査に参加すると発表した。
1月19日、インタファクス通信によるとTu-154の残骸を探していたところ、水中からレンドリース法契約の間アメリカから提供されていたA-20爆撃機(1942年11月15日に墜落)が見つかったと発表した。
2017年5月31日、ロシアのコメルサントはパイロットが空間識失調に陥った可能性があったと主張。フライトデータによるとパイロットは機体が急激に上昇していると錯覚してしまったために、他の計器を全て無視した。そのため機体は急激に降下し海面に激突した。専門家はパイロットが地上にいる時、すでに体調が悪く、滑走路に入るのにも苦労したと言った。

## 対応
この事故による犠牲者を追悼するために、12月25日、ウラジーミル・プーチン大統領は翌12月26日を国全体で服喪の日とする旨を表明した。
12月26日、この事故を受けて日本は安倍晋三内閣総理大臣からプーチン大統領宛て及び岸田文雄外務大臣からラヴロフ外相宛てに弔意メッセージを発出した。